# MacDill Air Force Base
MacDill Air Force Base (IATA-code: MCF, ICAO-code: KMCF) is een vliegbasis van de United States Air Force 6 km ten zuidzuidwesten van het centrum van Tampa in de Amerikaanse staat Florida.
De Host Unit voor MacDill AFB is de 6th Air Refueling Wing (6 ARW), toegewezen aan de Achttiende Luchtmacht van het Air Mobility Command.
MacDill Air Force Base, gelegen in South Tampa, werd gebouwd als MacDill Field, een basis van het US Army Air Corps (later United States Army Air Forces) vlak voor de Tweede Wereldoorlog. Met de oprichting van de United States Air Force als een onafhankelijke eenheid in september 1947, werd het MacDill Air Force Base. Tijdens de jaren 1950 en 1960 was het een installatie van het Strategic Air Command (SAC) voor B-47 Stratojet-bommenwerpers. In het begin van de jaren 1960 ging het over naar een Tactical Air Command (TAC), waarbij korte tijd F-84 Thunderstreak-straaljager squadrons operationeel waren, voordat het overging naar de F-4 Phantom II. Tijdens de jaren 1960, 1970 en vroege jaren 1980 exploiteerde het F-4 Phantom II-jagers met verschillende Fighter Wings, gevolgd door F-16 Fighting Falcons in het midden van de jaren 1980 tot het begin van de jaren 1990.
MacDill werd in 1996 een installatie van het Air Mobility Command en de thuisbasis van de 6th Air Refueling Wing, het 310th Airlift Squadron dat met de C-37A vliegt, en het 50th Air Refueling Squadron en het 91st Air Refueling Squadron dat met de KC-135 vliegt. De 6 ARW wordt verder aangevuld met de 927th Air Refueling Wing van het Air Force Reserve Command en het 63d Air Refueling Squadron, ook vliegend met KC-135's.
MacDill Air Force Base is ook de thuisbasis van het hoofdkwartier van twee van de verenigde strijderscommando's van het Amerikaanse leger: het hoofdkwartier van het United States Central Command en het hoofdkwartier van het United States Special Operations Command. Beide commando's zijn onafhankelijk van elkaar en staan elk onder bevel van een respectievelijke viersterrengeneraal of admiraal.
Twee extra subverenigde commando's hebben ook hun hoofdkantoor op MacDill AFB: Commander, United States Marine Corps Forces Central Command, onder bevel van een driesterrengeneraal, en United States Special Operations Command Central onder bevel van een tweesterrengeneraal of admiraal.